# ピレウス・アテネ・ペロポネソス鉄道ΔΚ1形蒸気機関車

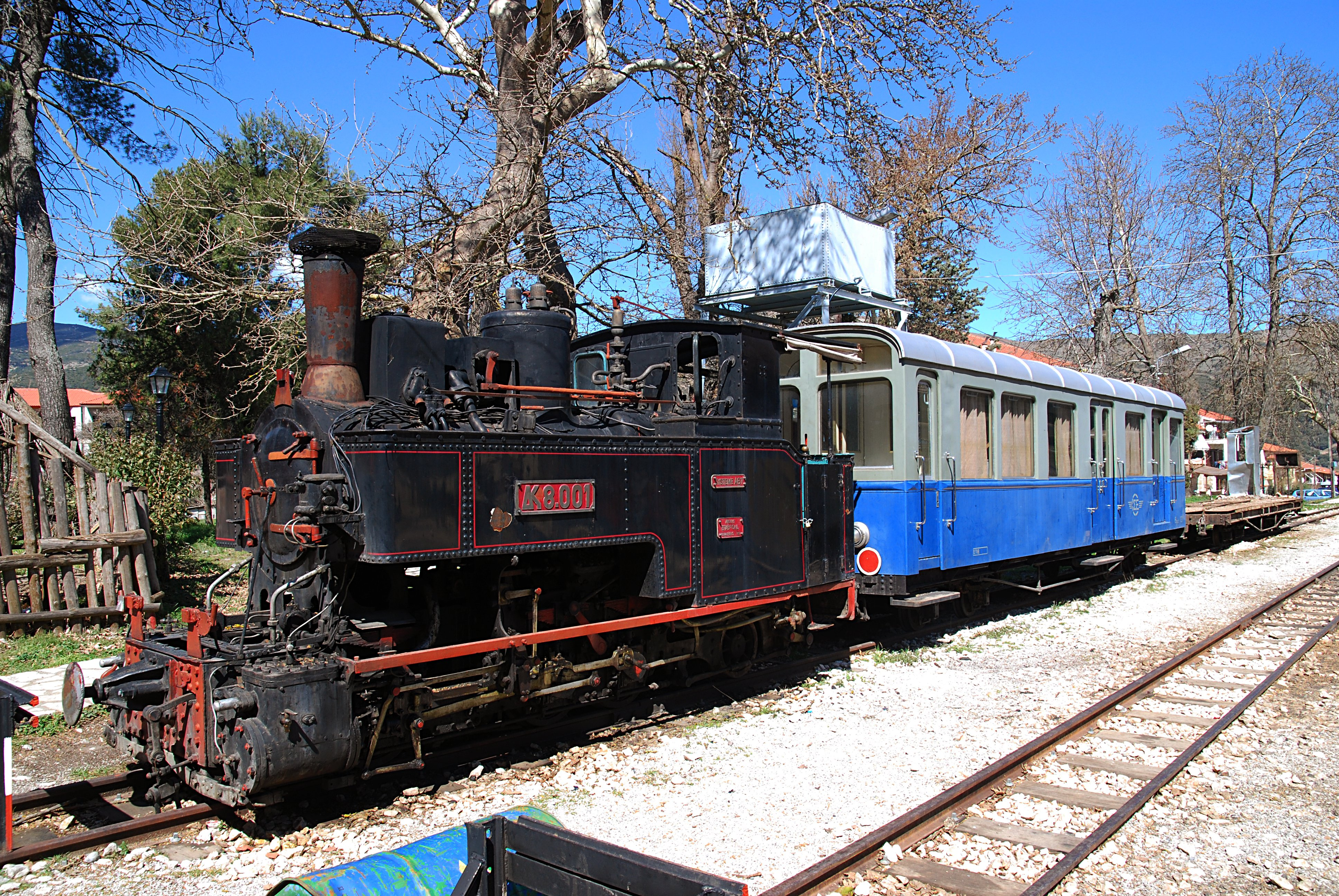
750mm軌間の登山鉄道であるディアコフト・カラヴリタ鉄道で保存されているΔΚ8001（旧ΔΚ1）号機、2009年

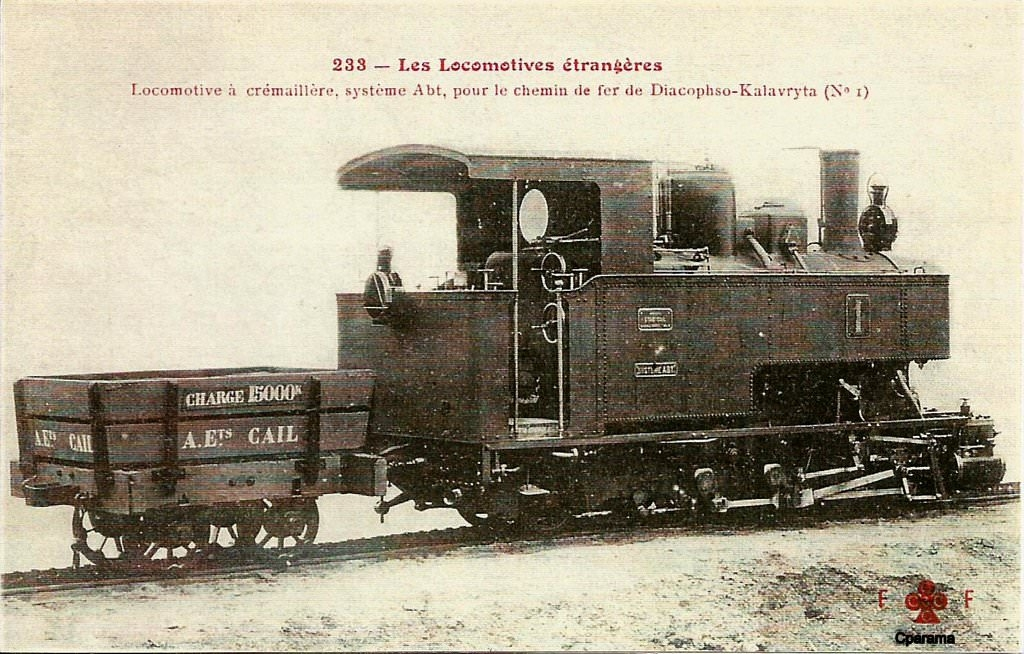
ΔΚ1号機のメーカー完成写真、1891年頃

ピレウス・アテネ・ペロポネソス鉄道ΔΚ1形蒸気機関車(ピレウス・アテネ・ペロポネソスてつどうΔΚ1がたじょうききかんしゃ)は、ギリシャのペロポネソス半島のディアコフト・カラヴリタ鉄道（el:Οδοντωτός σιδηρόδρομος Διακοπτού - Καλαβρύτων）で使用されていた山岳鉄道用ラック式蒸気機関車であり、当初この路線を建設・運営していたピレウス・アテネ・ペロポネソス鉄道が導入し、その後、路線とともにギリシャ国鉄が保有・運行をしていた。

## 概要

### 導入の経緯
ギリシャ唯一のラック式鉄道である750mm軌間のディアコフト・カラヴリタ鉄道（通称オドンドトス）はギリシャ政府により1889年に建設が決定され、ピレウス・アテネ・ペロポネソス鉄道（SPAP）によって、工期5年（予定の約6倍）と工費3.5百万ドラクマ（予定の3.5倍）をもって建設が進められ、1896年3月10日に開業した路線であり、全線22.3 kmのうち3.4 kmをアプト式のラックレール区間として標高約750 mのカラヴリタの街までを登っている。当時、欧州では登山鉄道が電化される例も出始めており、この鉄道においても沿線への水力発電所の建設と電化が提案されたこともあるが、費用や技術的困難度から断念されて蒸気機関車による運行とされることとなり、導入されたのがフランスのCailで4両、自社工場で1両が製造されたΔΚ1 - ΔΚ5号機と、改良形でドイツのKruppで1両が製造されたΔΚ11号機である。これらの6両はその後ギリシャ国鉄においてΔΚ8001 - ΔΚ8005号機とΔΚ8011号機に改番されており、機番と製造年、メーカー、製造番号等は下記のとおり。
| 製造一覧        | 製造一覧              | 製造一覧 | 製造一覧 | 製造一覧          | 製造一覧                       |
| 機番 （製造時） | 機番 （ギリシャ国鉄） | 製造年   | メーカー | メーカー 製造番号 | 現状                           |
| --------------- | --------------------- | -------- | -------- | ----------------- | ------------------------------ |
| ΔΚ1             | ΔΚ8001                | 1890年   | Cail     | 2343              | カラヴィアタ駅で稼働状態で保管 |
| ΔΚ2             | ΔΚ8002                | 1890年   | Cail     | 2344              | ディアコフト駅で存置           |
| ΔΚ3             | ΔΚ8003                | 1890年   | Cail     | 2345              | ディアコフト駅で静態保存       |
| ΔΚ4             | ΔΚ8004                | 1899年   | Cail     | 2518              | アテネ鉄道博物館で静態保存     |
| ΔΚ5             | ΔΚ8005                | 1954年   | SPAP     | -                 | ディアコフト駅で存置           |
| ΔΚ11            | ΔΚ8011                | 1925年   | Krupp    | 925               | ディアコフト駅で存置           |
| 1. 2. 3. 4. 5.  |                       |          |          |                   |                                |

### ラック式蒸気機関車の駆動方式
ラック式鉄道で使用される蒸気機関車のうち、粘着式とラック式双方の駆動装置を装備する機体は、粘着動輪とラックレール用ピニオンの負荷を適切に分担させる必要があることと、一般的には粘着動輪とピニオンの径が異なるため、それぞれを別個に駆動して異なる回転数で動作させる必要があることから、初期に製造された機体を除き、4シリンダー式としてシリンダーおよび弁装置2式を装備するものがほとんどであり、ラック区間用ピニオンの配置方法などの違いにより、ヴィンタートゥール式、アプト式、ベイヤー・ピーコック式、クローゼ式ほか名称の無いものも含めいくつかの方式が存在していた。これらの方式のうち、本形式ではアプト式を採用しており、サイドタンクに「SYSTEME ABT」と記載された銘板が設置されている。アプト式は、動輪の前後車軸間に駆動用のピニオンを装備した中間台枠を渡し、これを粘着式駆動装置用のシリンダーとは別に配置されたラック式駆動装置用のシリンダーで駆動する方式となっており、ラックレールのアプト式を考案したのと同じカール・ローマン・アプトが考案したもので、ピニオンが動輪の車軸に装荷されるため、ラックレールとピニオンの嵌合が機関車本体の動揺の影響を受けないという特徴があった。

## 仕様

### 構造

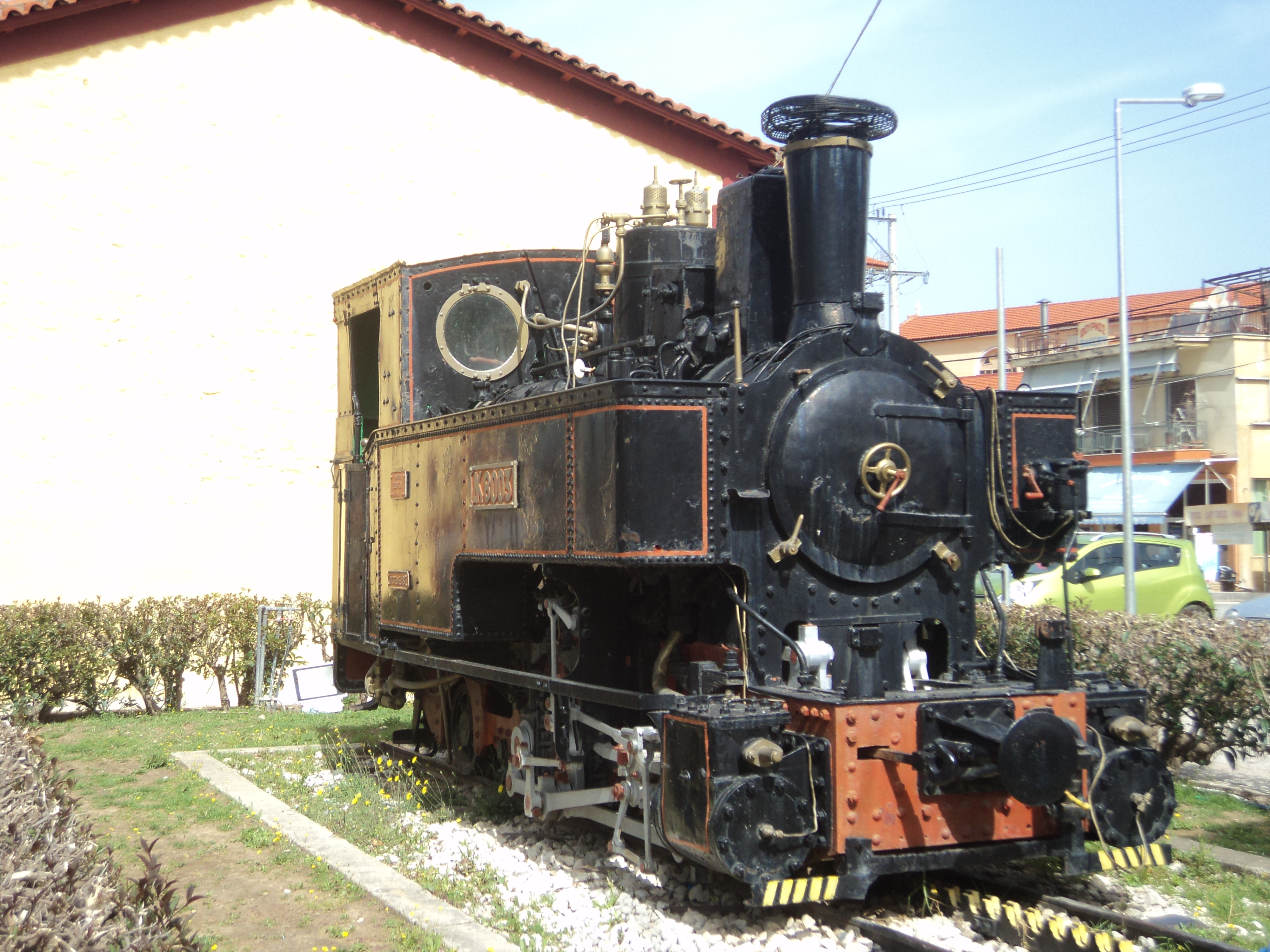
ディアコフト駅で静態保存されるΔΚ8003（旧ΔΚ3）号機、円室扉下部の白い部分が、ボイラー下・台枠上部に前向きに設置されたシリンダー・ピストンの前後動を台枠内のラック式駆動装置に向けて下部後方へ折返すための左右2組のテコ、2009年

- 主台枠は鋼板製外側台枠式の板台枠で、動輪と従輪を車軸配置C1'に配置しており、動輪は600 mm径、従輪は500 mm径となっている。ラック方式はラックレール2条のアプト式[注 7][3]で、第1・第2動輪間の軸距を長くとり、その間の主台枠内側に有効径497 mmのラック区間用ピニオン2軸を装備した中間台枠を前後の動輪の車軸に乗掛ける形で装荷し、車軸配置をC1'zzとしている。
- シリンダーは粘着動輪用とピニオン用とがそれぞれ2シリンダー単式の4シリンダー式で、一般的な台枠前部の左右外側に粘着動輪駆動用の径240mm/行程340mmのシリンダを水平に、台枠中央上部のボイラー下部にピニオン駆動用の径220mm/行程500mmのシリンダを配置している。ピニオン駆動用シリンダの出力は機関車前方に向いたピストン棒から機関車前部に設置されたレバーに駆動力が伝達され、そこで機関車後方に向きを変えて主連棒に伝達されてピニオン軸に伝達する形態となっており、この方式は750 mm軌間の小型蒸気機関車でも4シリンダ式とするために採用されたもので、ブラウン式弁装置と類似の方式となっている。なお、ブラウン[注 8]式弁装置はシリンダが動輪の前部にないために機関車全長を小さくすることでき、かつ全幅も抑えることができることと、軌道面近くの障害物がシリンダに衝突することを避けることができること、シリンダーが高い位置にあるため摺動部への給油作業がやりやすいことなどの特徴があり、スイスのSLM製の路面機関車や小型ラック式機関車に広く採用されていた方式である。
- ボイラーはΔΚ1-ΔΚ5号機が全伝熱面積が95.8 m2の飽和蒸気式、改良形のΔΚ11号機は過熱面積7.20 m2、全伝熱面積28.00 m2の過熱蒸気式であり[6]、水タンクはサイドタンク式で、機関車左側のサイドタンクの運転室寄りの部分が炭庫となっている。また、アプト式の蒸気機関車のブレーキ装置は粘着動輪用とラック区間用ピニオンとが別々に設置されており、基礎ブレーキ装置は粘着動輪は踏面ブレーキが、ラック区間用ピニオンにはピニオンに併設されたブレーキドラムに作用するバンドブレーキが装備される。

### 主要諸元
| 項目                         | 機番（開業当時）     | ΔΚ1-ΔΚ5               | ΔΚ11                  |
| 項目                         | 機番（ギリシャ国鉄） | ΔΚ8001-ΔΚ8005         | ΔΚ8011                |
| ---------------------------- | -------------------- | --------------------- | --------------------- |
| 車軸配置                     | 車軸配置             | C1'zz                 | C1'zz                 |
| 全長                         | 全長                 | 5400 mm               | 5400 mm               |
| 全軸距                       | 全軸距               | 1900 + 1200 = 3100 mm | 1900 + 1200 = 3100 mm |
| 固定軸距                     | 固定軸距             | 1900 mm               | 1900 mm               |
| 自重                         | 空車重量             | 12.5 t                | 13.3 t                |
| 自重                         | 運転整備重量         | 15.6 t                | 16.2 t                |
| ボイラー                     | 火格子面積           | 0.75 m2               | 0.77 m2               |
| ボイラー                     | 過熱面積             | -                     | 7.20 m2               |
| ボイラー                     | 全伝熱面積           | 28.57 m2              | 28.00 m2              |
| ボイラー                     | 使用圧力             | 12 kg/cm2             | 12 kg/cm2             |
| シリンダー （径×ストローク） | 粘着式駆動装置       | 240 mm × 340mm        | 240 mm × 340mm        |
| シリンダー （径×ストローク） | ラック式駆動装置     | 220 mm × 500mm        | 220 mm × 500mm        |
| 動輪径                       | 動輪径               | 600 mm                | 600 mm                |
| 従輪径                       | 従輪径               | 500 mm                | 500 mm                |
| ピニオン有効径               | ピニオン有効径       | 497 mm                | 497 mm                |
| 牽引力                       | 牽引力               | 54 kN                 | 59 kN                 |
| 牽引トン数                   | 牽引トン数           | 16.0 t                | 16.0 t                |
| 最高速度                     | 粘着区間             | 20 km/h               | 20 km/h               |
| 最高速度                     | ラック区間           | 10 km/h               | 10 km/h               |
| 1.                           |                      |                       |                       |

## 運行
- ディアコフト・カラヴリタ鉄道はペロポネソス半島の北部アハイア県、コリンティアコス湾岸の、ギリシャ国鉄の1000 mm軌間の路線に接続する標高10 mのディアコフト駅から、ヴォライコス川に沿って遡り、途中3か所3.4 kmのラック区間でヴライコス渓谷を抜けて標高625 mザフロルー駅（近くの修道院の名をとって別名メガ・スピレオン駅とも呼ばれる）に至り、さらにヴォライコス川を遡って、標高714 mのカラヴリタ駅に至る路線であり、全長23.0 km、最急勾配は粘着区間35パーミル、ラック区間145パーミル[注 9][3]の山岳鉄道であり、現在では国内外の観光客が利用する観光路線となっている[11]。
- 本路線を建設し、運行していたピレウス・アテネ・ペロポネソス鉄道は1954年に国有企業となり、その後1962年にギリシャ国鉄に統合されて、以降本路線はギリシャ国鉄によって運行されている[12]。また、ピレウス・アテネ・ペロポネソス鉄道は1920年から1922年の間も一時的に国有企業となり、1939年から1940年の間もギリシャ政府の管理下にあったほか、枢軸国による占領（1941年から1944年）時はドイツ国防軍の支配下にあった。
- 本路線の建設現場は外部からのアクセスが困難な箇所が多い[注 10]いため、最初に導入された1890年製のΔΚ1 - ΔΚ3号機は建設工事にも使用されたものと推測されている[13]。一方、本路線建設中の1890年にはカラヴリタからさらに南方の半島中央にあり、ペロポニソス地方の首府であるトリポリまでの延長が決定していたが、カラヴリタまでの建設だけで資金が大幅にオーバーしたことなどから、延長路線の建設は断念されている[2]。
- 本形式による列車は、ディアコフト駅からラックレール区間が終わるザフロルー駅の間は、安全上の配慮から機関車が勾配の下側に位置するよう編成されて列車を推進する形で、勾配の緩い同駅からカラヴリタ駅間では、通常通り機関車が列車を牽引する形で運用されており、全線のの所要時間は約2時間であった[4]。
- 1950年代に電化が計画され、フランスのBillard[注 11]製の2両編成のラック式電車を導入することとなったが、資金不足により電化は中止となり、用意されていた電車は、2軸単車にディーゼル発電機を搭載した中間車を挿入してラック式の電気式気動車に改造された[14][注 12]。この気動車は1958年にΑΔΚ01形（後の3001形）として運行を開始して、本形式による運行のほとんどが終了し[16][14]、その後1967年にはほぼ同形のドコービル[注 13]製の3004形が導入されている[14]。
- ディアコフト・カラヴリタ鉄道の開業120周年記念事業としてΔΚ8001（旧ΔΚ1）号機が2016年に可動状態に復元され、開業当時の客車を1951年に更新したB131号車とともに2016-2017年に運行されており、その後2018年にも運行されている[17]。また、ΔΚ8003（旧ΔΚ3）号機がディアコフト駅で、ΔΚ8004（旧ΔΚ4）号機がアテネの鉄道博物館でそれぞれ静態保存されており、残りの機体はディアコフト駅構内に存置されている[17]。

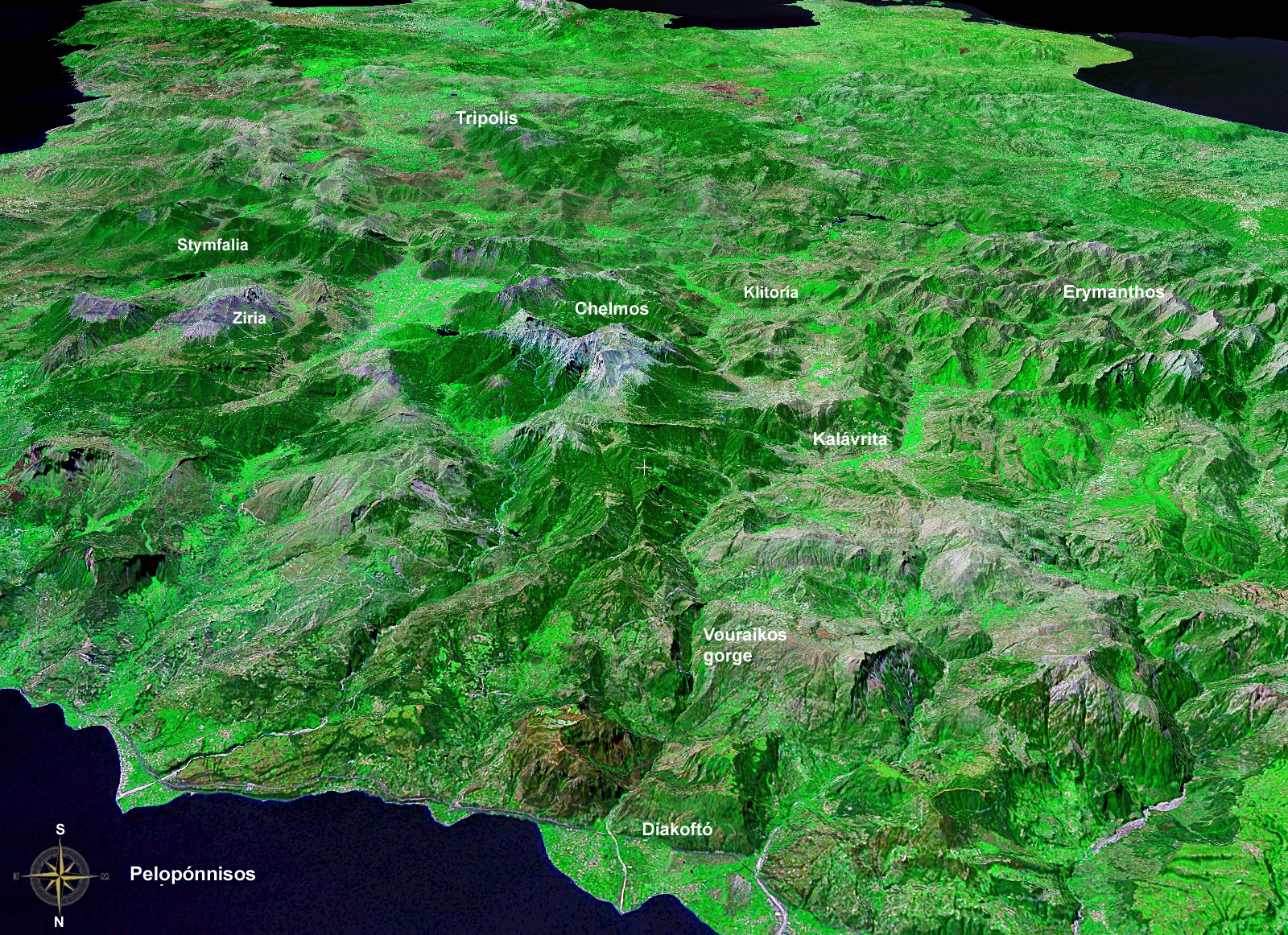
ルート図、画像下部中央のディアコフトからヴォライコス渓谷を遡って画像中央やや右下にカラヴリタに至る、また、上部やや左に延長が計画されていたトリポリがある
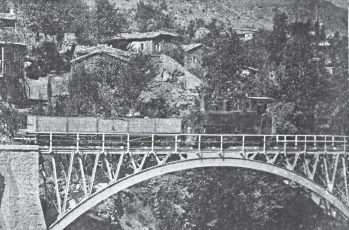
本形式と貨車1両による開業当時の列車、1896年
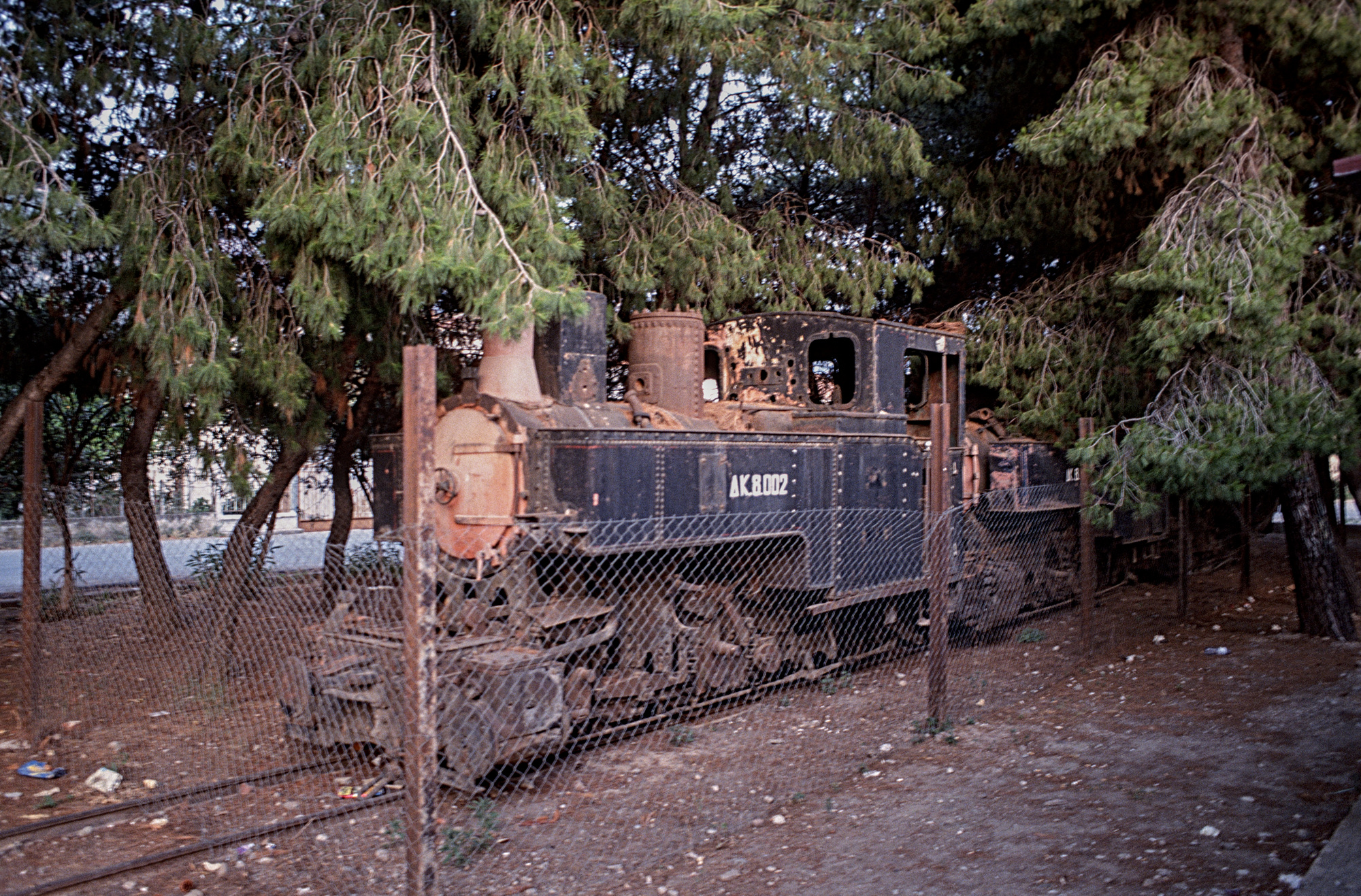
ディアコフト駅で存置されているΔΚ8002（旧ΔΚ2）号機、1993年
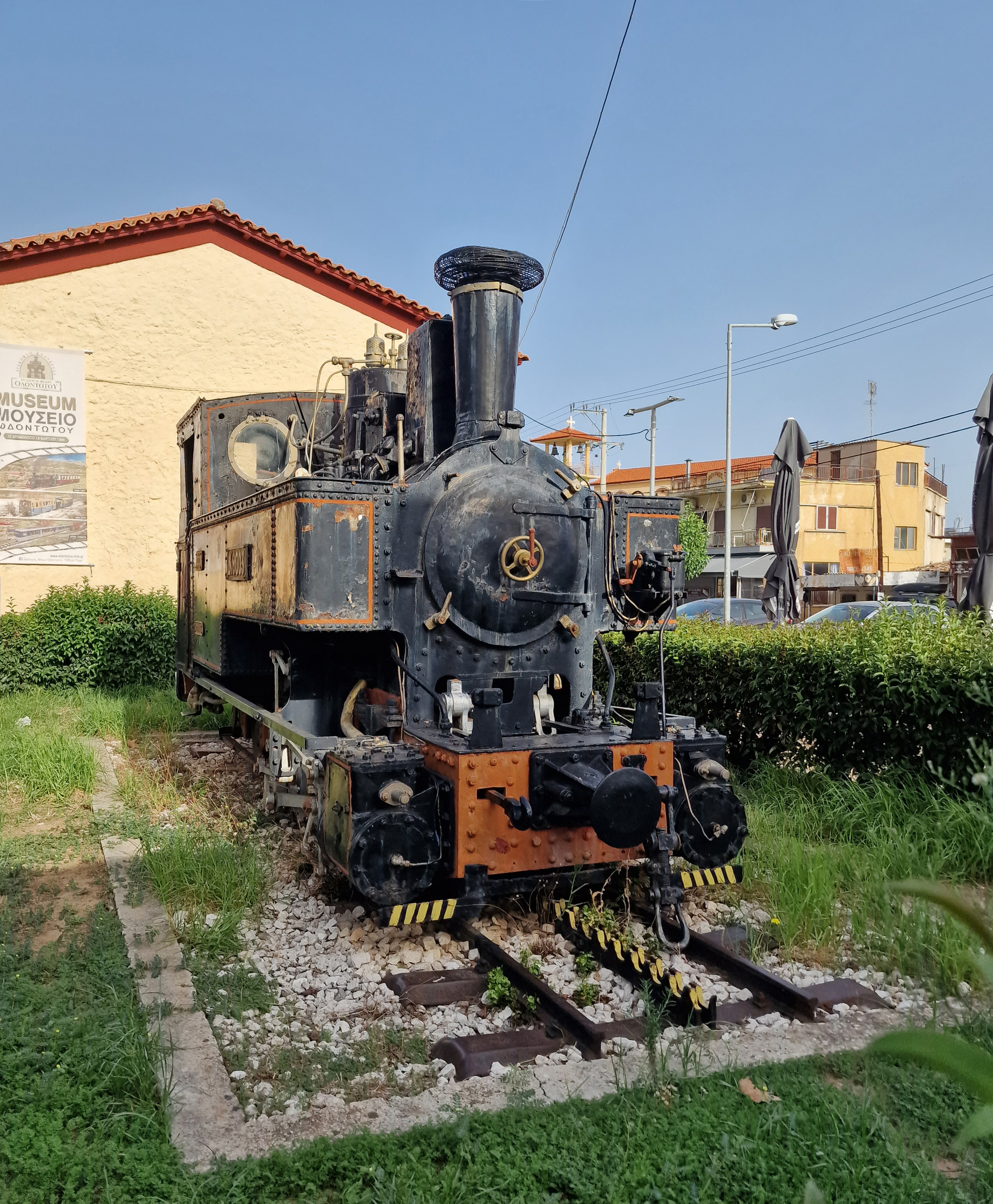
ディアコフト駅で静態保存されているΔΚ8003（旧ΔΚ3）号機、2023年
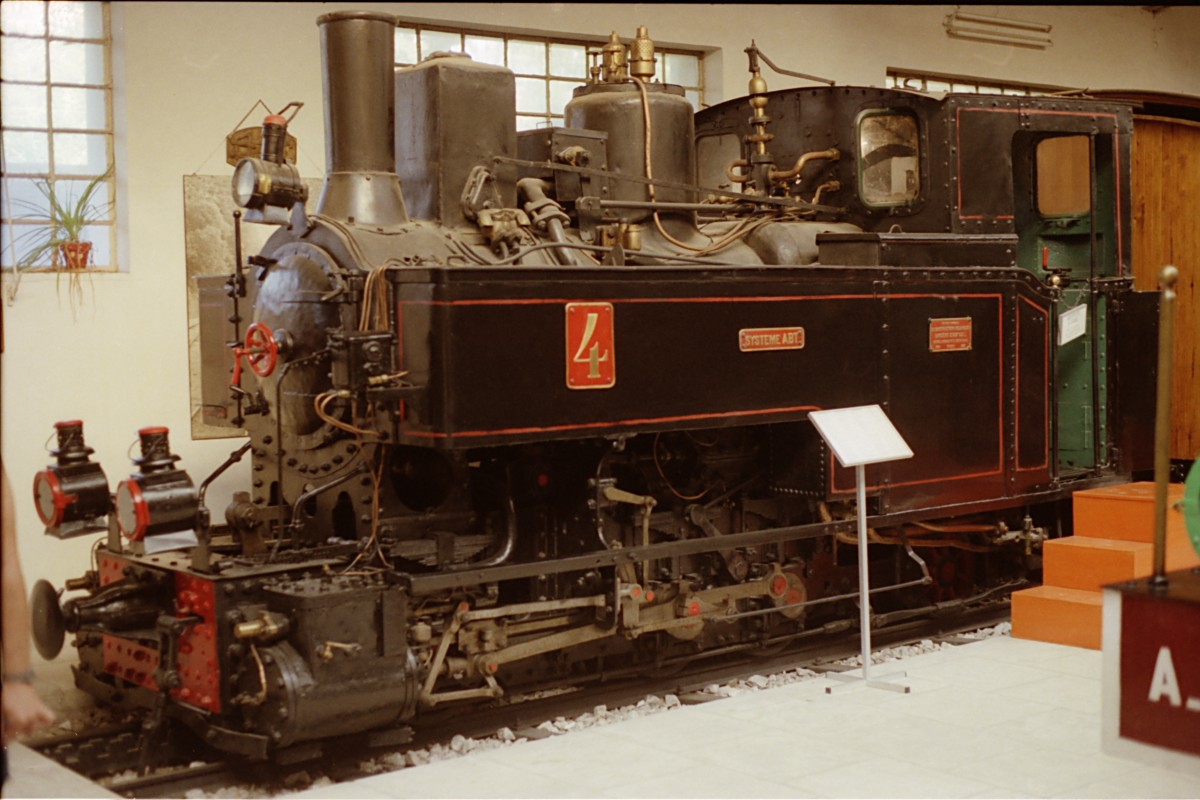
アテネの鉄道博物館で保存されているΔΚ8004（旧ΔΚ4）号機、1988年
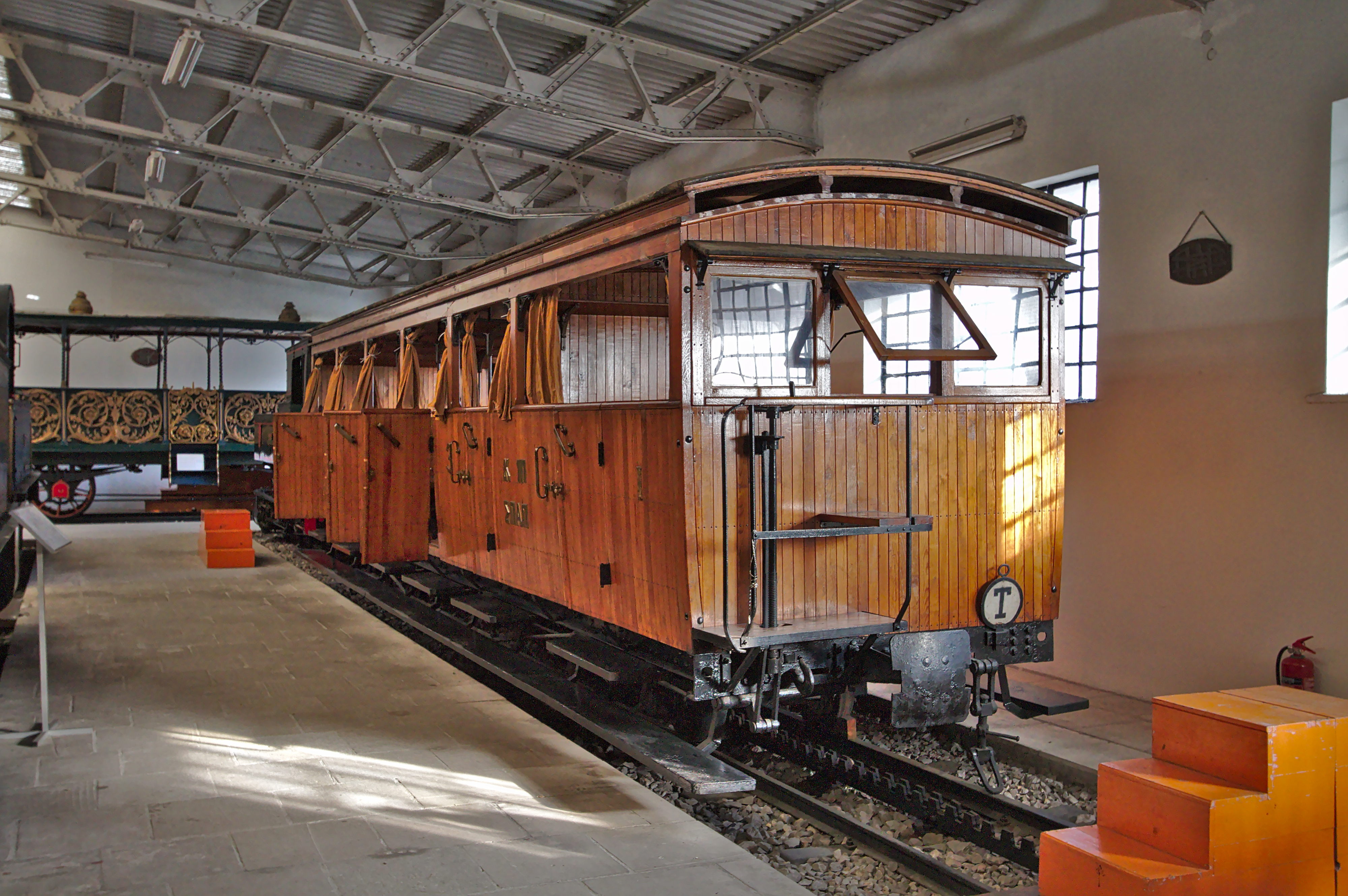
ΔΚ8004（旧ΔΚ4）号機とともにアテネの鉄道博物館で保存されている木造客車、2017年

## 同形機
- ドミニカ共和国でサントドミンゴ開発会社[注 14]が建設・運営していたラック式鉄道向けに1890年から1891年にかけて本形式と同形の4 - 7号機の4機が導入されている[18][19]。
- この路線は1891年から開業した、軌間762 mmで全長36 kmのうち6.4 kmが最急勾配90パーミルの2条式アプト式のラック区間となっている路線で[20]、イスパニョーラ島北岸のプエルト・プラタからバハポニコの間が1893年にかけて開通したものであり、その後サンティアゴ・デ・ロス・カバリェロスを経由してモカまでの区間が1908年にかけて開業している。当初ベルギーの投資家の出資により建設が開始されてフランス製の蒸気機関車が導入されたものであるが、その後建設と運営を引継いだサントドミンゴ開発会社はアメリカ資本であり、以降はアメリカ製の機関車が導入されている。
- 導入された4 - 7号機は動輪、従輪、ピニオン関係およびボイラー関係の数値はΔΚ1 - ΔΚ5号機と同一[21]で、ΔΚ1 - ΔΚ3号機と同一ロットと推測されており、1895年から1905年にかけてボールドウィンで製造された8 - 10号機[注 15]ともう1機[注 16][6][19]とともに、この路線のラック区間で使用されていた。